# Hamcearca
Hamcearca é uma comuna romena localizada no distrito de Tulcea, na região de Dobruja. A comuna possui uma área de 127.13 km² e sua população era de 1501 habitantes segundo o censo de 2007.